# Uprawa pasowa
Uprawa pasowa (ang. strip-till) – sposób uprawy konserwującej, polegający na wyeliminowaniu orki i ograniczaniu liczby przejazdów po polu nawet do jednego, w trakcie którego wykonuje się wszystkie czynności agrotechniczne związane z uprawą roli (wąskie pasy), nawożeniem przedsiewnym i siewem.
Metoda ta została opracowana w USA. Z uprawą pasową wiąże się głębokie spulchnianie gleby w wąskich pasach stanowiących łącznie nie więcej niż 1/3 powierzchni pola (do głębokości 30–35 cm). Spulchnianie odbywa się bez odwracania i intensywnego mieszania gleby. Zatem wilgotna gleba nie jest przemieszczana ku górze i wydobywana na powierzchnię, tylko spulchniana w rzędach, do których są wysiewane lub sadzone rośliny. Na powierzchni pola, głównie w międzyrzędziach, które stanowią nawet ponad 2/3 jego powierzchni, pozostaje więcej niż 50% resztek roślinnych przedplonu uprzednio zmulczowanego. Celem mulczowania, zwłaszcza przy ograniczonym spulchnianiu gleby jest jej ochrona przed erozją, zachowanie i utrwalanie struktury gruzełkowatej, wywieranie korzystnego wpływu na zasoby glebowej materii organicznej, zatrzymywanie wody w glebie, zwiększenie bioróżnorodności i aktywności organizmów glebowych. Mniejsze są: zużycie paliwa, emisja CO2 do atmosfery, czasochłonność uprawy, nawożenie podstawowe. Nawożenie przedsiewne ograniczone jest do spulchnianych pasów gleby, a nawozy są aplikowane w bezpośrednie sąsiedztwo nasion i rozwijających się roślin. Taki sposób uprawy pozwala uzyskać i zachować korzystne rolnicze właściwości gleby, zwiększyć efektywność i opłacalność uprawy roślin, a jednocześnie chronić środowisko. Wymaga on jednak dużej, wszechstronnej wiedzy rolniczej i używania nowoczesnych, wieloczynnościowych maszyn, wykonujących wiele zabiegów agrotechnicznych za jednym przejazdem. Do niedawna strip-till stosowany był głównie w agrotechnice roślin uprawianych w szerokiej rozstawie rzędów, obecnie dzięki postępowi technicznemu także w uprawie zbóż podstawowych i innych roślin wysiewanych w wąskiej rozstawie rzędów https://www.farmer.pl/produkcja-roslinna/zboza/pszenica-tez-lubi-strip-till,80397.html
Uprawa pasowa obejmuje jeszcze niewielką część areału gruntów ornych w Polsce, choć dzięki postępowi agrotechnicznemu i nowoczesnym konstrukcjom maszyn zyskuje szybko na znaczeniu.